# Jérôme de La Gorce
Pour les articles homonymes, voir de La Gorce.
Jérôme de La Gorce est un historien de l'art et musicologue français né à Paris en 1951. Il est spécialiste de la musique dramatique et des arts du spectacle en France aux XVIIe et XVIIIe siècles.

## Formation
Après avoir suivi un double cursus universitaire, il a soutenu une thèse consacrée au merveilleux dans l'opéra sous le règne de Louis XIV.

## Activités
Directeur de recherche au CNRS, membre du Centre André-Chastel (UMR 8150), il enseigne également à l'université Paris Sorbonne-Paris-IV.